# Johann Schreck
Johann(es) Schreck, tudi Terrenz ali Terrentius Constantiensis, kitajsko Deng Juhan Hanpo ali Deng Džen Lohan, je bil nemški jezuit, polihistor in misijonar na Kitajskem, zaslužen za razvoj znanstveno-strokovne terminologije v kitajščini, * 1576, Bingen, Baden-Württemberg ali Konstanca, † 11. maj 1630, Peking. 

## Zgodnje življenje
Schreck je začel leta 1590 študirati medicino na Univerzi v Freiburgu. Po diplomi je okoli leta 1600 delal kot pomočnik matematika Françoisa Vièteja v Parizu. Po Viètejevi smrti leta 1603 se je preselil na Univerzo v Padovi, kjer je bil študent Galilea Galileija, vendar je študiral medicino.
Schreck je bil izjemno nadarjen za jezike. Govoril je nemško, italijansko, portugalsko, francosko in angleško. Kot večina izobražencev njegovega časa je svoja pisma pisal v latinščini. Obvladal je tudi staro grščino, hebrejščino in svetopisemsko aramejščino. Kasneje v življenju se je naučil še kitajščine.

## Bivanje v Rimu
Postal je zelo cenjen zdravnik in bil povezan z Accademia dei Lincei v Rimu, ki se ji je pridružil 3. maja 1611, nekaj dni po Galileu Galileiju. Skupaj z dvema nemško govorečima članoma Akademije, Giovannijem Faberjem in Theophilusom Müllerjem, je delal na enciklopediji botanike Rerum medicarum Novae Hispaniae Thesaurus, ki jo je pred desetletji začel urejati Francisco Hernández de Toledo, in jo je nepopolno kupil Federico Cesi. To delo ga ni dolgo zaposlovalo, ker se je odločil, da se pridruži jezuitskemu redu. Zaobljubil se je 1. novembra 1611. Galilei je njegovo odločitev opisal kot "una gran perdita" – "velika izguba". 

## Odhod na Kitajsko
Ustanovitelj jezuitskega misijona na Kitajskem Matteo Ricci je poslal svojega kolega Nicolasa Trigaulta nazaj v Evropo, da bi poiskal nove misijonarje, ki bi lahko s Kitajci delili najnaprednejše znanstvene zamisli. Trigault je  v Rimu leta 1614 srečal Schrecka, medtem ko je Schreck študiral teologijo, in ga prepričal, naj odide na Kitajsko. Leta 1616 sta potovala po Evropi, zbirala denar, knjige, opremo in znanstvene instrumente za svojo misijo. Eden od njunih donatorjev je bil milanski nadškof in kardinal Federico Borromeo, ki jima je podaril teleskop, prvega zahodnega na Kitajskem.
Aprila 1618 je Schreck odplul iz Lizbone s skupino jezuitov, ki jih je zbral Trigault, vključno z Giacomom Rhojem in Johannom Adamom Schallom von Bellom. Po več napadih piratov in izbruhih bolezni je Schreck oktobra 1618 prispel v Goo. Nadaljeval je pot proti Kitajski in zbiral vzorce flore in favne povsod, kjer se je med potjo ustavil. Giulio Aleni je pozneje trdil, da je odkril več kot petsto novih rastlin. Schreckov načrt je bil izdelati kompendij z naslovom Plinius Indicus (Indijski Plinij), podoben Hernandezovemu delu o Mehiki. Na tem projektu je delal ves čas svojega bivanja na Kitajskem. V kompendij je vključil opise več kot 8000 vrst rastlin, vendar ga zaradi smrti ni dokončal. Njegovi rokopisi so se ohranili morda do 18. stoletja v zbirkah portugalskega kolegija v Pekingu, potem pa so se izgubili.

## Zgodnje delo na Kitajskem
Schreck je priplul v Makav 22. julija 1619, se pravi proti koncu vladavine cesarja Vanlija in kmalu po izgonu jezuitov iz Pekinga in Nankinga. Schreck je zato živel skoraj dve leti v Makavu in se učil kitajščine in junija 1621 nadaljeval pot v Hangdžov. Tam je verjetno v sodelovanju s krščanskim spreobrnjencem Li Džidzaom napisal Tajši renšen šuogaj (Oris zahodnih teorij o človeku), delo, ki temelji Theatrum anatomicum Kasparja Bauhina. Delo opisuje človeško telo, čutila in jezik, vključno z opisom znamenite metode lokacije Mattea Riccija. Knjigo je uredil spreobrnjenec Bi Gongčen in jo izdal po Schreckovi smrti.
Po prihodu v Peking konec leta 1623 je začel tesno sodelovati z Vang Džengom, sodnikom in vojaškim inšpektorjem iz Šaanšija. Leta 1627 sta skupaj izdala knjigo Juanši čiči tušuo ludzuj (Risbe in razlage čudovitih strojev Daljnega zahoda).

## Astronomija
Matteo Ricci je prosil Trigaulta, naj na Kitajsko pošlje tudi misijonarje z znanjem astronomije. Ker je bil Schreck najsposobnejši med njimi, je veliko dela pri prevajanju in razlagi astronomskih del opravil prav on. Za pomoč pri tej nalogi je za nasvet prosil  Johannesa Keplerja, ki mu je leta 1627 odgovoril in razložil,  kako bi lahko napovedi mrkov izboljšali z uporabo eliptičnega modela Lunine orbite, in priložil kopijo svojih novih Rudolfinskih tabel. Pred napovedanim sončevim mrkom 21. junija 1629 nad Pekingom sta Schreck in Nicolò Longobardo tekmovala s kitajskimi astronomi, kdo bo bolj natančno izračunal čas mrka. Izračuni jezuitov so bili natančnejši in cesar Čongdžen je zato prosil jezuite, naj se lotijo revizije kitajskega koledarja.
Schreck je izdelal tudi načrte za izdelavo astronomskih inštrumentov, ki jih je odobril cesar, vendar je kmalu zatem umrl. Njegov projekt sta dokončala Johann Adam Schall von Bell in Giacomo Rho. Schall je objavil tudi Schreckov rokopis z naslovom Ce tjan jue šuo (Kratek opis merjenja neba), ki je vseboval večino avtorjevega znanja o astronomiji in z njo povezani matematiki. V rokopisu so bile opisane osnove astronomije, gibanja nebesnih teles, delovanja teleskopa in Sončeve pege, čeprav je bil njihov obstoj na Kitajskem znan že nekaj časa. Schall je tudi revidiral in objavil dve Schreckovi deli o trigonometriji, Da ce (Velika meritev) in Ge-juan ba-šjan bjao (Tabela osmih vrstic). Slednjo je objavil skupaj z Rhojem.

## Smrt
Schreck naj bi umrl zaradi medicinskega poskusa, ki ga je opravil na sebi. Pokopan je na pokopališču Džalan v Pekingu.